# Hohenburg (Stuttgart)
Die Hohenburg ist eine abgegangene Höhenburg in Plieningen, einem Stadtteil der baden-württembergischen Landeshauptstadt Stuttgart. Über die Geschichte der Anlage ist so gut wie nichts bekannt.

## Lage und Geschichte
Die Burg, 1388 urkundlich erwähnt, befand sich auf einer Anhöhe oberhalb des Flusses Körsch im Bereich des heutigen Paracelsus-Gymnasiums. Bei den Erbauern der Befestigung dürfte es sich entweder um die Herren von Plieningen oder um die Bombasten von Hohenheim gehandelt haben. Beim Bau des Gymnasiums kamen Grundmauern der Burg zum Vorschein.